# Märt Kosemets
Märt Kosemets (født 25. januar 1981 i Tallinn, Sovjetunionen) er en estisk tidligere fodboldspiller (forsvarer/midtbane). Han spillede seks kampe for Estlands landshold og vandt det estiske mesterskab med FC Flora i 2001.